# Orașul antic Callatis
Orașul antic Callatis este un sit arheologic aflat pe teritoriul municipiului Mangalia. Mangalia de astăzi este una dintre cele mai vechi așezări de pe teritoriul României, și singura fostă colonie dorică din România. În Repertoriul Arheologic Național, monumentul apare cu codul 60491.03.
Ansamblul este format din 12 monumente:
- Cetatea romană și romano-bizantină (cod LMI CT-I-m-A-02696.01)
- Morminte hypogee paleocreștine cu inscripții (cod LMI CT-I-m-A-02696.02)
- Bazilică (cod LMI CT-I-m-A-02696.03)
- Clădire (cod LMI CT-I-m-A-02696.04)
- Necropolă (cod LMI CT-I-m-A-02696.05)
- Zidul de apărare al cetății Callatis (cod LMI CT-I-m-A-02696.06)
- Necropola tumulară (cod LMI CT-I-m-A-02696.07)
- Colonia greacă Callatis (cod LMI CT-I-m-A-02696.08)
- Mormântul „cu papirus” (cod LMI CT-I-m-A-02696.09)
- Necropolă (cod LMI CT-I-m-A-02696.10)
- Mormântul cu boltă (scitic) (cod LMI CT-I-m-A-02696.11)
- Zid de incintă (cod LMI CT-I-m-A-02696.12)

Situl arheologic al cetății se află în apropierea falezei, în perimetrul dintre Sanatoriul Balnear, Casa de Cultură, strada Constanței, Moscheea „Esmahan Sultan” și intrarea în portul comercial, spațiu unde pot fi văzute și astăzi zidurile de incintă ale cetății și edificiul roman. Fostul port al cetății este acoperit de apele Mării Negre. Descoperirile arheologice au reprezentat obiective majore de cercetare pentru cei mai importanți arheologi români, printre care se numără Vasile Pârvan, Radu Vulpe și Theofil Sauciuc-Săveanu.
Cetatea Callatis a fost o colonie întemeiată în urmă cu peste 25 de secole de către coloniștii greci, atrași de poziția favorabilă și de schimbul avantajos cu băștinașii geți. De-a lungul istoriei, acest oraș a avut mai multe nume: Cervatis, Acervatis, Callatis, Pangalia, Mankalia sau Mangalia, aflăm de la Pliniu cel Bătrân că primul nume al așezării ar fi fost Cervatis sau Acervatis, dar cercetări mai recente au arătat că numele indică mai degrabă un hidronim, care marca probabil una din limitele așezării getice.
Datele despre întemeierea cetății provin din partea unui geograf din secolul I î.e.n., Pseudo-Scymnus, conform căruia colonia ar fi fost întemeiată de locuitorii din Heraclea Pontica, ea însăși o colonie a Megarei. Aceasta a fost întemeiată la porunca Oraculului din Delphi în vremea când în Macedonia stăpânea regele Amyntas. Faptul că în istoria Macedoniei se cunosc trei regi cu numele de Amyntas îngreunează datarea exactă a întemeierii Callatisului, însă dovezile arheologice susțin domnia regelui Amyntas I, astfel cetatea a luat ființă spre sfârșitul secolului VI î.e.n..
Originea megariană a orașului Callatis este atestată de majoritatea izvoarelor literare, astfel, fiind o colonie doriană, orașul pare să fi fost încă de la început un centru producător de grâne. Dovezi ale puternicei dezvoltări economice încă de la jumătatea secolului IV î.e.n. sunt emiterea monedelor de aur și argint, existența unei incinte încă de la sfârșitul secolului IV î.e.n, și organizarea unui teritoriu agricol, teritoriu protejat de fortificații. Astfel, la mijlocul secolului al IV-lea î.e.n. se construiește, din blocuri mari de piatră, zidul de incintă al cetății, care se pare că avea o suprafață de 80 de hectare. Tot atunci se construiește și portul cetății Callatis. 
În ceea ce privește istoria politică a cetății, ea este supusă încă de la sfârșitul secolului IV î.e.n. autorității macedonene, exercitată în întreaga Peninsulă Balcanică, împotriva căreia se răscoală în anii 312-311 î.e.n. și rezistă unui asediu care s-a întins probabil pe trei ani și care a început în anii 310-309 î.e.n., după care va fi readusă sub autoritatea diadohului Lysimach. În ceea ce privește conflictul nu se cunoaște data capitulării definitive a orașului și nici condițiile impuse de Lysimach. 
În secolul IV î.e.n., cetatea înregistrează o mare dezvoltare economică, susținută atât de izvoarele scrise, cât și de descoperirile arheologice. De asemenea, orașul se bucura de un regim democratic  asemenea polisurilor grecești, în special al Megarei. Primele monede, emise de Callatis, erau piese de argint, care aveau pe față capul lui Heracle, iar pe revers atributele zeității. Dovezile arheologice, precum numărul mare de amfore și ștampile amforice descoperite aici, acesta fiind de ordinul miilor, susțin că orașul Callatis întreținea legături cu cetățile Thassos, Heracleea, Rhodos, Cos, Chios, Cnidos, Chersonesos și Sinope. Traficul comercial maritim intens în Callatis nu s-a limitat doar la antichitate, acesta continuând și în alte epoci istorice. În antichitate, navigația, cu un caracter predominant costier, se făcea cu corăbii mici numite monoreme, construite din lemn de tec sau de stejar.  
În secolele următoare orașul va emite o serie de monede din bronz, pe aversul cărora erau reprezentate capetele zeităților venerate în antica cetate precum Dionysos, Apollo, Athena, Hermes sau Demetra, iar pe revers atributele caracteristice fiecărei zeități în parte și numele orașului scris sub formă prescurtată de KAΛA sau KAΛΛA.
Contactul Cetății cu lumea romană are loc în secolul I î.e.n., când legiunile romane, conduse de Marcus Terentius Varro Lucullus în războiul împotriva lui Mithridates al VI-lea Eupator, regele Pontului, cuceresc orașele de pe litoralul dobrogean. În perioada romană, istoria orașului Callatis este cunoscută doar prin informațiile epigrafice și arheologice. În această perioadă orașul și-a păstrat teritoriul agricol, fapt dovedit de descoperirea a cinci fragmente care aparțineau cetății Callatis din epoca lui Traian. De asemenea, Callatis și-a păstrat caracterul grecesc și tradiția doriană, dovedite de limbă, calendar și instituții.  
Spre sfârșitul perioadei romane timpurii, mai exact în a doua parte a domniei lui Gallienus, Dobrogea a fost supusă unui puternic atac al goților și herulilor, de pe urma căruia au avut de suferit mai ales cetățile de pe litoral. A avut de suferit și Callatisul, populația gotică atacând cartierele „extra muros” și incendiind întregul sector din partea de sud-vest a cetății. Ulterior, cetatea Callatis este reabilitată cu ocazia celor două mari eforturi de reconstrucție urbanistică din timpul lui Dioclețian și al lui Constantin cel Mare la sfârșitul secolului III e.n. și în secolul IV e.n..  
Ultima perioadă a antichității, epoca romano-bizantină este profund marcată de apariția creștinismului, astfel că și în Callatis s-au descoperit urme ale acestei religii. În zona Mangaliei au fost cercetate, de-a lungul anilor, mai multe sute de morminte din necropolele antice localizate astfel: necropola elenistică  la nord de Cetatea Callatis, necropola romană la nord-vest de cetate, necropola scitică  în zona stațiunii Saturn, necropola romano-bizantină  în perimetrul cartierului de vest al orașului Mangalia și necropola tumulară în partea de vest și de nord-vest a Mangaliei, în exteriorul orașului. În aceste necropole au fost descoperite numeroase dovezi arheologice care indică pătrunderea creștinismului în cetate, fapt susținut și de izvoarele istorice medievale care menționează existența unei episcopii la Callatis.  
Ulterior, Callatis a fost definitiv distrusă de către atacurile avarilor și slavilor de la începutul secolului al VII-lea, dovada fiind faptul că după primele trei decenii ale secolului VII e.n. nu se mai cunosc documente arheologice sau literare care să ateste o viețuire în continuare la Callatis. Viața continuă pe teritoriul fostului oraș antic abia începând cu secolul X e.n., însă numele vechiului oraș s-a pierdut odată cu distrugerea cetății.  
În privința originii numelui actual al orașului Mangalia, în secolul al X-lea, navigatorii genovezi denumeau vechiul port „Pancalea”, termen care, conform unor interpretări, ar proveni din grecescul pan- („tot”) și kalos („frumos”), sugerând semnificația de „Frumoasa". De-a lungul Evului Mediu, toponimul suferă o serie de modificări fonetice. În secolele XII–XIV, documentele istorice menționează varianta „Pangalia”, utilizată de navigatorii italieni. Atestarea actualei  forme de „Mankalia” are loc în anul 1593, de către călătorul italian Paolo Giorgi din Ragusa. Ulterior, în secolul al XVII-lea, cronicarul otoman Evlia Celebi, care a vizitat Dobrogea, consemnează Mangalia ca unul dintre cele mai importante porturi ale regiunii, confirmând astfel consolidarea toponimului în forma sa actuală.  
Primele mențiuni referitoare la vestigiile antice ale orașului provin din relatările colecționarului francez Aubry de La Mottraye, care, în jurnalul său de călătorie, a consemnat prezența unor ziduri antice în zona Pangaliei. Ca urmare, cercetări sporadice au fost întreprinse de arheologul și economistul Dimitrie C. Butculescu unul dintre precursorii școlii arheologice românești, iar o primă înregistrare a zidului de incintă și a ruinelor cetății se datorează inginerului-topometru Pamfil Polonic, care sub îndrumarea profesorului bucureștean Grigore Tocilescu, a întreprins o primă înregistrare sistematică a zidului de incintă și a ruinelor cetății. Datorită eforturilor lui Grigore Tocilescu, materialul epigrafic descoperit la Callatis a fost introdus în circuitul științific.
În această perioadă, cetatea Callatis devenise o adevărată mină pentru colecționari si arheologi diletanți. Cel mai adesea, eforturile acestora serveau intereselor mărunte ale colecționarilor amatori, de „antichități”, aceștia distrugând stratigrafia sitului. Ca urmare, pentru a remedia această situație numeroși oameni de știință au inițiat și susținut cercetări metodice în incinta cetății și în paralel au încercat întemeierea unui muzeu la Mangalia. Această stare de lucruri va fi semnalată și adusă în cadrul discuției academice de către Vasile Pârvan, fondatorul școlii românești de arheologie. Încă din 1915, Pârvan a inițiat măsuri de protecție muzeală, declarând oficial obiectele antice descoperite drept proprietate a statului român. Paralel cu această acțiune de salvare și conservare a patrimoniului arheologic, va începe prima campanie de săpături sistematice la Mangalia, condusă de profesorul clujean D. M. Teodorescu, desemnat de Pârvan să întreprindă sondaje în zona de nord-est a cetății. Rezultatele spectaculoase ale acestei cercetări, au stârnit interesul localnicilor pentru sit, aceștia devenind participanți activi in strângerea obiectelor antice pentru muzeu.
Aceste eforturi au fost continuate în anii următori de către un grup de profesori și istorici care își vor desfășura activitatea la Mangalia între cele două războaie mondiale. Munca de cercetare s-a desfășurat în paralel cu cea de colecționare a pieselor antice și de publicare a rezultatelor obținute. 
Profesorii Orest Tafrali și Theofil Sauciuc–Săveanu vor sintetiza date din istoria politică și economică a coloniei și vor publica rezultatele cercetărilor întreprinse atât în incinta cetății, cât și în necropolele Callatiene. Din anul 1924, Theofil Sauciuc–Săveanu întocmește rapoarte de săpătură, pe care le-a publicat cu regularitate în periodicele de specialitate. Din anul 1930, de cercetarea trecutului istoric al cetății își vor lega activitatea profesorii Radu Vulpe și Vladimir Dumitrescu. Ulterior, în anii 1949 și 1950, odată cu reorganizarea cercetărilor arheologice pe baze noi, științifice, un colectiv al Academiei Române și mai apoi al Institutului de Arheologie din București va întreprinde, începând cu anul 1949, săpături arheologice la Callatis. În timpul lucrărilor de refacere și sistematizare a Mangaliei, începute în anul 1958, s-a asigurat în cadrul șantierelor de construcții o supraveghere permanentă, organizându-se totodată săpături de salvare. Astfel, activitatea de cercetare arheologică la Mangalia se va intensifica an de an. 

### Arheologie subacvatică la Callatis și Portul Callatis
Acest sit arheologic a marcat debutul arheologiei submarine în Romania, datorită activității pionieriste a comandorului Constantin Scarlat, care, începând cu anul 1960, a efectuat primele investigații sistematice în zona litorală a Mangaliei și a localității 2 Mai.
Portul Callatis a funcționat ca un nod comercial esențial în perioada antică, facilitând schimburile economice și culturale între lumea greacă, romană și autohtonii geto-daci. Structurile sale portuare, parțial scufundate datorită variațiilor nivelului Mării Negre de-a lungul mileniilor, s-au conservat deosebit, datorită modificărilor antropice a bazinului portuar. Portul scufundat al cetății Callatis se remarcă prin amploarea sa și prin structura sa formată din două diguri principale, amplasate în prelungirea malurilor. Portul include două incinte distincte: una exterioară, protejată de diguri, și alta interioară, situată în zona vechiului golf antic, care corespunde astăzi cu Lacul Mangalia. Configurația digurilor ilustrează ingeniozitatea arhitecturii antice, portul Callatis fiind considerat unul dintre cele mai bine amenajate porturi de pe litoralul vestic al Mării Negre. Un aspect notabil este orientarea strategică a digurilor în direcția curentului de fund principal, ceea ce contribuie la un proces natural de dragare în interiorul bazinelor portuare. Astfel, este prevenită colmatarea portului și acumularea particulelor solide sau a nisipurilor transportate de curenți. De asemenea, buna orientare a digurilor, concepute pentru a acționa ca bariere subacvatice, facilita manevrarea corăbiilor la intrarea și ieșirea din port. Această soluție tehnică avansată reflectă adaptarea la specificul navelor de mici dimensiuni utilizate în perioada respectivă. Este remarcabil faptul că, deși digurile au suferit deteriorări din cauza acțiunii valurilor de-a lungul mileniilor, la baza acestora și în interiorul bazinelor portuare nu se constată depuneri semnificative nici în prezent, două mii de ani mai târziu.
Referindu-ne la fenomenul care a determinat submersia portului Callatis, unul dintre factorii principali este ridicarea treptată a nivelului Mării Negre, estimată la aproximativ un metru pe mileniu. Astfel, în decursul a două milenii, nivelul apei ar fi crescut cu circa doi metri, creștere atribuită în mare parte acumulării masive de aluviuni aduse de marile fluvii. Totuși, un alt factor determinant în degradarea și, implicit, dispariția coastei vestice a Mării Negre au fost fenomenele meteorologice extreme, în special a furtunilor puternice și frecvente care s-au abătut asupra zonei de-a lungul timpului, fenomen caracteristic Mării Negre.